# Wolfegg
Wolfegg település Németországban, azon belül Baden-Württembergben. Lakosainak száma 3927 fő (2023. december 31.). Wolfegg Bad Waldsee, Bad Wurzach, Vogt, Kißlegg, Bergatreute és Schlier községekkel határos.

## Népesség
A település népessége az elmúlt években az alábbi módon változott:
| Lakosok száma | 2775 | 2856 | 2784 | 2897 | 2957 | 3177 | 3304 | 3411 | 3564 | 3927 |
|               | 1961 | 1967 | 1974 | 1980 | 1987 | 1993 | 2000 | 2006 | 2013 | 2023 |